# Ueli Bänziger
Ueli Bänziger (* 21. Oktober 1945 in St. Gallen; † 8. Juli 2004 in Ardez) war ein Schweizer Bildhauer, Objektkünstler und Maler. Sein Werk umfasst Malerei, Kunst am Bau, Druckgrafiken, Plastiken und Skulpturen.

## Leben und Werk
Ueli Bänziger war der jüngste Sohn des Bildhauers Max Bänziger (1909–1967). Nach der Bildhauerlehre schuf er u. a. in Basel Werke für den öffentlichen Raum. Danach widmete er sich ausschliesslich der Malerei und stellte seine abstrakten Werke in zahlreichen Ausstellungen aus. 

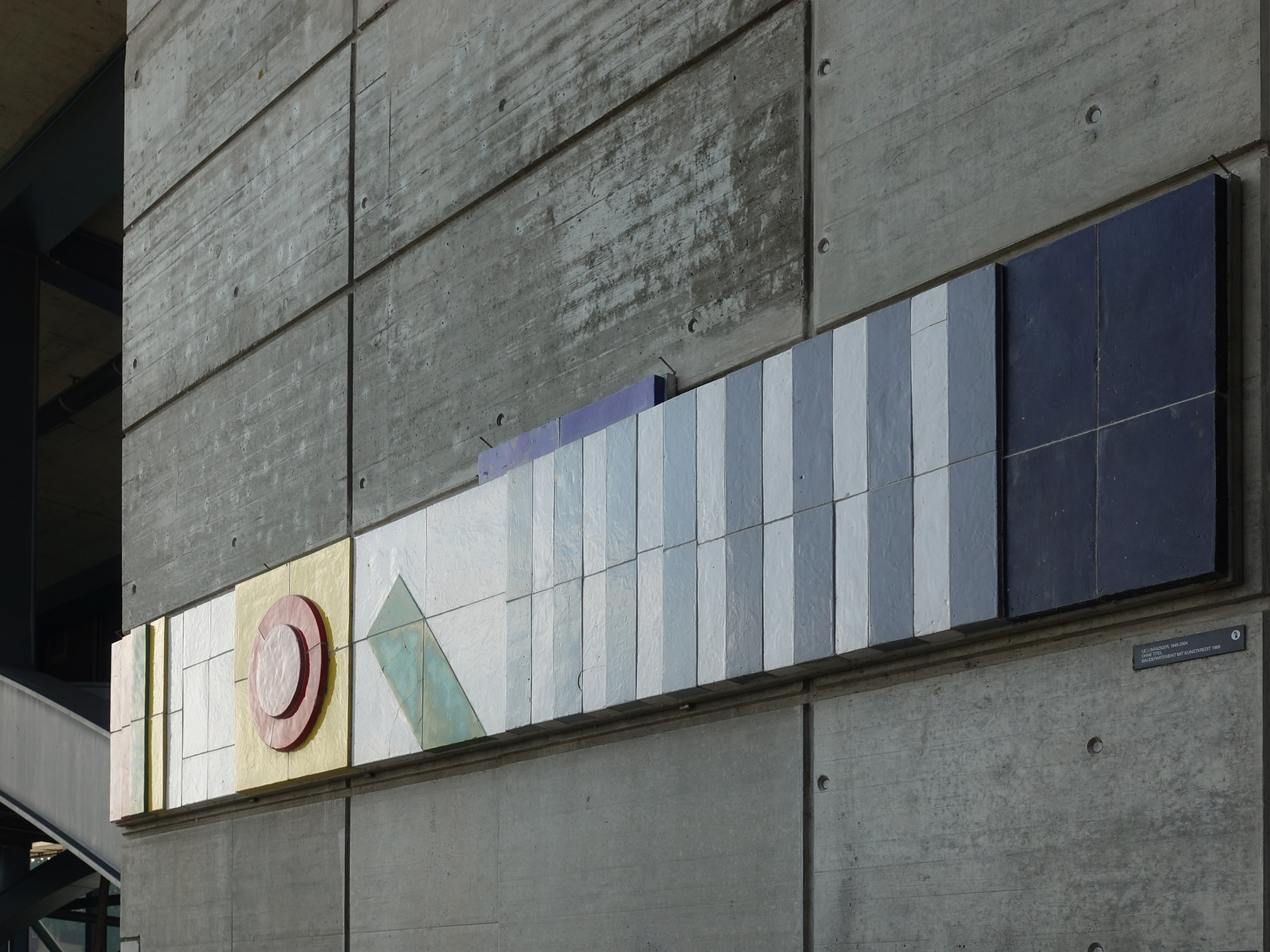
1969, Majolika-Relief. Wettsteinbrücke in Basel

Ueli Bänziger lebte und arbeitete seit 1976 auf der Midegg in Rehtobel. Er verstarb auf einer Bergwanderung an den Folgen eines Herzinfarkts. Seine Tochter Mares verwaltet den künstlerischen Nachlass von Ueli Bänziger.